# Monterotondo Marittimo
Monterotondo Marittimo è un comune italiano di 1 283 abitanti della provincia di Grosseto in Toscana.

## Geografia fisica

### Territorio
Il territorio comunale si estende su una superficie superiore ai 100 km², nella parte occidentale delle Colline Metallifere. Confina a nord con i comuni di Monteverdi Marittimo, Pomarance e Castelnuovo di Val di Cecina della provincia di Pisa, a est con il comune di Montieri, a sud con il comune di Massa Marittima e a ovest con il comune di Suvereto e la provincia di Livorno.
I centri abitati si sviluppano dai 168 metri s.l.m. di Frassine, nella parte occidentale del territorio comunale, fino ai 539 metri s.l.m. di Monterotondo Marittimo.
Nonostante il territorio comunale sia classificato nella zona 3, nei pressi della località di Monterotondo Marittimo si ebbe l'epicentro del terremoto delle Colline Metallifere del 19 agosto 1970, che raggiunse la magnitudo 5,01 della scala Richter ed il VI grado della scala Mercalli.
- Classificazione sismica: zona 3 (sismicità bassa), Ordinanza PCM 3274 del 20/03/2003

### Clima
I 2.270 gradi giorno che si registrano nel centro di Monterotondo Marittimo includono il territorio comunale in zona E, consentendo l'accensione degli impianti di riscaldamento nel periodo 15 ottobre-15 aprile per un massimo di 14 ore giornaliere.
In base ai dati medi disponibili per il trentennio 1951-1980 per le stazioni meteorologiche situate all'interno del territorio comunale e di seguito riportati nella tabella, la temperatura media annua varia dai +12,9 °C di Monterotondo Marittimo (515 metri s.l.m.) ai +14,9 °C del Lago Boracifero (204 metri s.l.m.). Le precipitazioni medie annue, pur presentando una difforme distribuzione nel territorio, tendono ad avere accumuli abbondanti per l'influenza dei rilievi delle Colline Metallifere che creano effetto stau con venti di ponente, libeccio ed ostro: esse variano dagli 883 mm del Lago Boracifero ai 1.005 di Monterotondo Marittimo.
| Località               | altitudine       | temperatura media annua | precipitazioni medie annue | media di riferimento |
| ---------------------- | ---------------- | ----------------------- | -------------------------- | -------------------- |
| Lago Boracifero        | 204 metri s.l.m. | 14,9 °C                 | 883 mm                     | 1951-1980            |
| Monterotondo Marittimo | 515 metri s.l.m. | 12,9 °C                 | 1.005 mm                   | 1951-1980            |

- Classificazione climatica: zona E, 2270 GG
- Diffusività atmosferica: alta, Ibimet CNR 2002

## Storia
Il paese sorse in epoca medievale come antico possedimento dell'Abbazia di Monteverdi Marittimo, località situata in territorio pisano; successivamente il luogo venne controllato dalla famiglia Alberti. Nel corso del Duecento il centro passò sotto il controllo di Massa Marittima che lo mantenne fino alla prima metà del Trecento (1359) quando, a seguito della sua caduta, venne inglobato nella Repubblica di Siena. Il paese rimase sotto il dominio senese fino a metà Cinquecento quando entrò a far parte del Granducato di Toscana.

### Simboli
Lo stemma e il gonfalone sono stati concessi con decreto del presidente della Repubblica del 9 ottobre 1968.
Lo stemma rappresenta un leone d'argento in campo d'oro, posto sopra un monte ristretto di tre cime di verde.
Il monte richiama le caratteristiche del territorio comunale, sul quale sta il leone rampante simbolo di Massa Marittima, la vicina città dalla quale dipendeva fino agli inizi del XX secolo.
Il gonfalone è un drappo troncato di bianco e di giallo.

## Monumenti e luoghi d'interesse

### Architetture religiose

#### Chiese parrocchiali
- Chiesa di San Lorenzo, edificio religioso situato nel centro storico di Monterotondo Marittimo.
- Chiesa di Santa Maria Assunta, situato presso la frazione di Frassine.

#### Chiese minori
- Chiesa di San Vincenzino, edificio religioso sconsacrato di Monterotondo Marittimo.
- Chiesa di Santa Croce, situato in un bosco presso le pendici dell'omonimo rilievo, è in stile romanico-gotico.
- Chiesa di San Regolo in Gualdo, scomparsa.

#### Cappelle
- Cappella del Sacro Cuore, cappella gentilizia di Villa di Campetroso.
- Oratorio della Madonna di Montenero, situato presso la località di Fattoria del Lago al Lago Boracifero.

### Architetture civili
- Palazzo Comunale
- Palazzo delle Logge
- Teatro dei Filarmonici
- Villa di Campetroso

### Architetture militari

#### Cinte murarie
- Mura di Monterotondo Marittimo

#### Castelli e fortificazioni
- Rocca degli Alberti: ruderi
- Cassero Senese di Monterotondo Marittimo: ruderi
- Castello di Cugnano, nei dintorni di Monterotondo Marittimo: ruderi
- Castello di Rocchette Pannocchieschi, nei pressi di Monterotondo Marittimo: ruderi
- Castiglion Bernardi, nei dintorni di Monterotondo Marittimo: ruderi

### Aree naturali
- Lago Boracifero
- Parco naturalistico delle Biancane
- Biotopo dei Lagoni
- Sasso Pisano

## Società

### Evoluzione demografica
Abitanti censiti

### Distribuzione degli abitanti
| Frazioni                           | Abitanti (2011) | Altitudine |
| ---------------------------------- | --------------- | ---------- |
| Monterotondo Marittimo (capoluogo) | 994             | 515        |
| Frassine                           | 53              | 168        |
| Lago Boracifero                    | 35              | 208        |
| Altre località                     | 332             | -          |

### Etnie e minoranze straniere
Secondo i dati ISTAT al 31 dicembre 2009 la popolazione straniera residente era di 313 persone. Le nazionalità maggiormente rappresentate in base alla loro percentuale sul totale della popolazione residente erano:
- Macedonia del Nord, 216 - 15,49%
- Germania, 29 - 2,08%
- Romania, 19 - 1,36%

## Cultura

### Istruzione

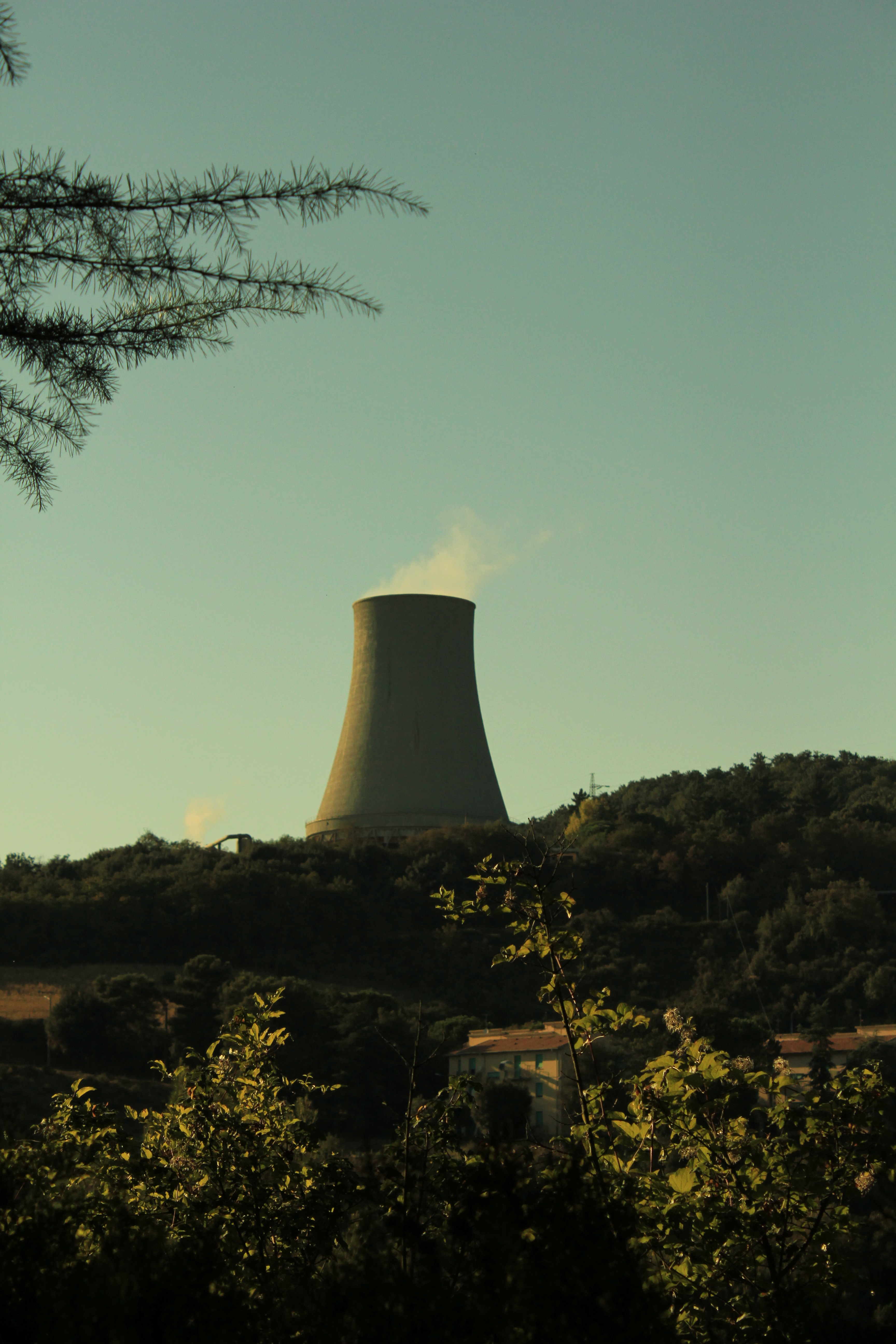
Veduta delle Biancane

#### Biblioteche
La biblioteca comunale di Monterotondo Marittimo è stata fondata nel 1968 e si trova in via Bardelloni. Dispone di un patrimonio librario di circa 4 200 volumi.

#### Musei
Monterotondo Marittimo è uno dei sette Comuni che compongono il Parco Tecnologico Archeologico delle Colline Metallifere Grossetane. Le finalità istituzionali del Parco riguardano il recupero, la conservazione e la valorizzazione del patrimonio ambientale, storico-culturale e tecnico-scientifico delle Colline Metallifere, segnate in particolar modo dall'esperienza mineraria
I siti di competenza nel territorio comunale di Monterotondo Marittimo sono:
- Allumiere di Monteleo
- Lago Boracifero, S. Federigo
- Lagoni Le Biancane

La porta del Parco cioè il centro di accoglienza e informazioni all'interno del comune di Monterotondo Marittimo è situata in Via Pietro Gori nel centro abitato di Monterotondo Marittimo.

## Sport

### Calcio
Nel paese è presente la società calcistica dell'USD Monterotondo che milita nel girone C del campionato di Prima categoria Toscana. Disputa le sue partite allo stadio "Pian di Giunta".

#### Rivalità
- Geotermica A.C.D.
- USD Follonica

## Geografia antropica

### Frazioni
- Frassine, frazione che deve la sua notorietà al santuario che ivi si trova, il Santuario della Madonna del Frassine.
- Lago Boracifero, frazione situata presso l'omonimo bacino lacustre, dove è possibile assistere a manifestazioni geotermiche spontanee. Vi si trovano due laghi.

Da segnalare anche alcuni piccoli agglomerati non inquadrabili con lo status di frazione: Bagni del Re, Griccioni, I Boschetti, Il Poggio, Biotopo dei Lagoni e San Federigo.

## Amministrazione
| Periodo | Periodo   | Primo cittadino         | Partito        | Carica  | Note |
| ------- | --------- | ----------------------- | -------------- | ------- | ---- |
| 1985    | 1990      | Boris Zazzeri           | PCI            | Sindaco |      |
| 1990    | 1992      | Giovanni Gennai         | PCI-PDS        | Sindaco |      |
| 1993    | 1993      | Alessandro Giannetti    | PDS            | Sindaco |      |
| 1993    | 1993      | Ezio Lenzi              | PSDI           | Sindaco |      |
| 1994    | 2004      | Avio Bardelloni         | PDS-DS         | Sindaco |      |
| 2004    | 2009      | Giorgio Paolo Frequenti | centrosinistra | Sindaco |      |
| 2009    | 2014      | Alessandro Giannetti    | lista civica   | Sindaco |      |
| 2014    | in carica | Giacomo Termine         | PD             | Sindaco |      |